# Gypsy Heart Tour
Gypsy Heart Tour bylo koncertní turné americké hudebnice Miley Cyrus, v pořadí třetí turné a druhé celosvětové, nezahrnující fiktivní alter ego ze seriálu Hannah Montana.
V základu turné zahrnulo Jižní Ameriku a Austrálii a zařazeny byla další zastávky v Mexiku, Panamě, Kostarice a na Filipínách (Asie). Turné začalo 29. dubna 2011 v Quitu v Ekvádoru a bylo to první turné Miley Cyrus do těchto zemí. Turné sloužilo především k propagaci třetího studiového alba Can't Be Tamed, ale byly v něm obsaženy také písně z alb The Time of Our Lives, Breakout a coververze některých písní.

## Pozadí

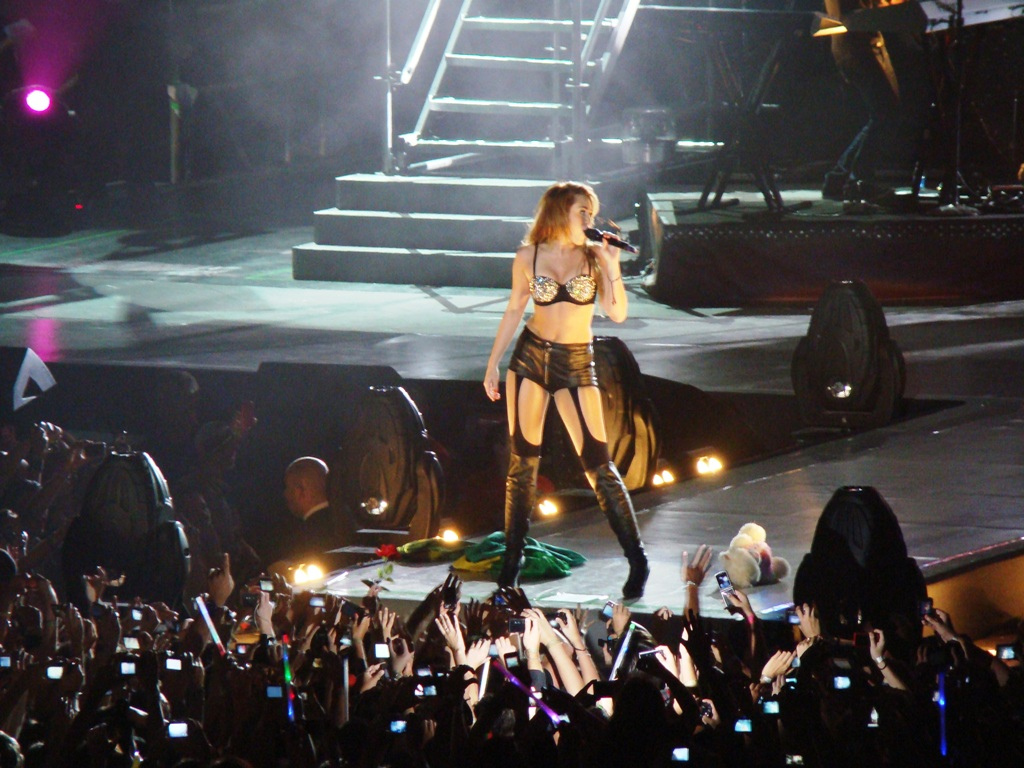
Miley Cyrus zpívá na Gypsy Heart Tour v Rio de Janeiru

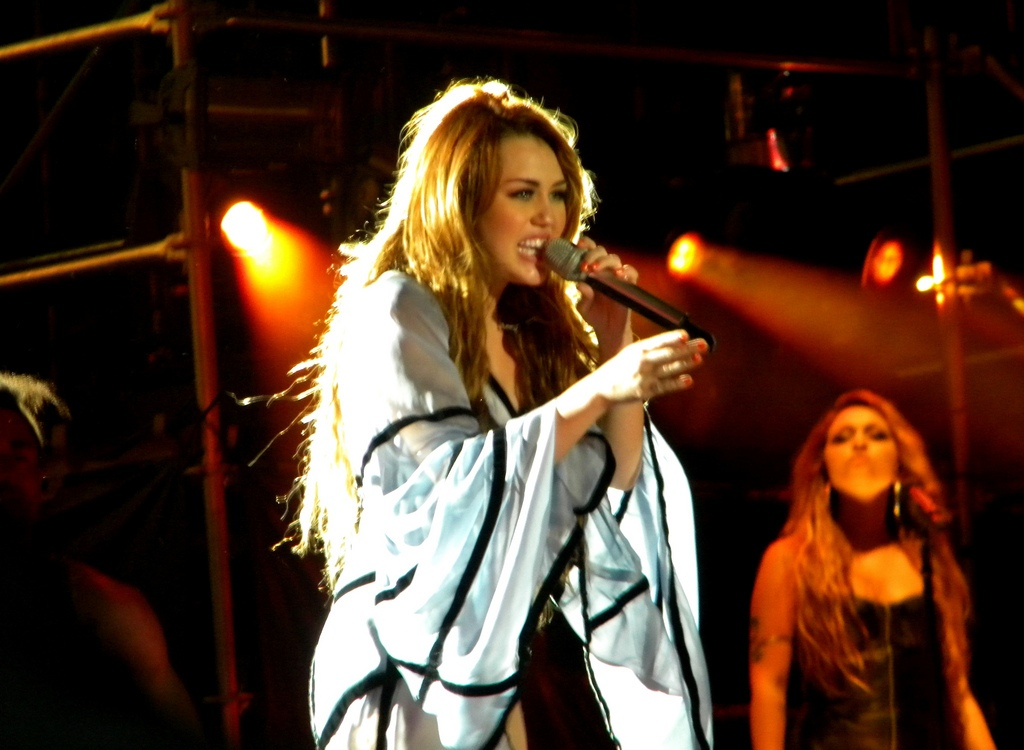
Miley Cyrus zpívá "The Climb" na Gypsy Heart Tour

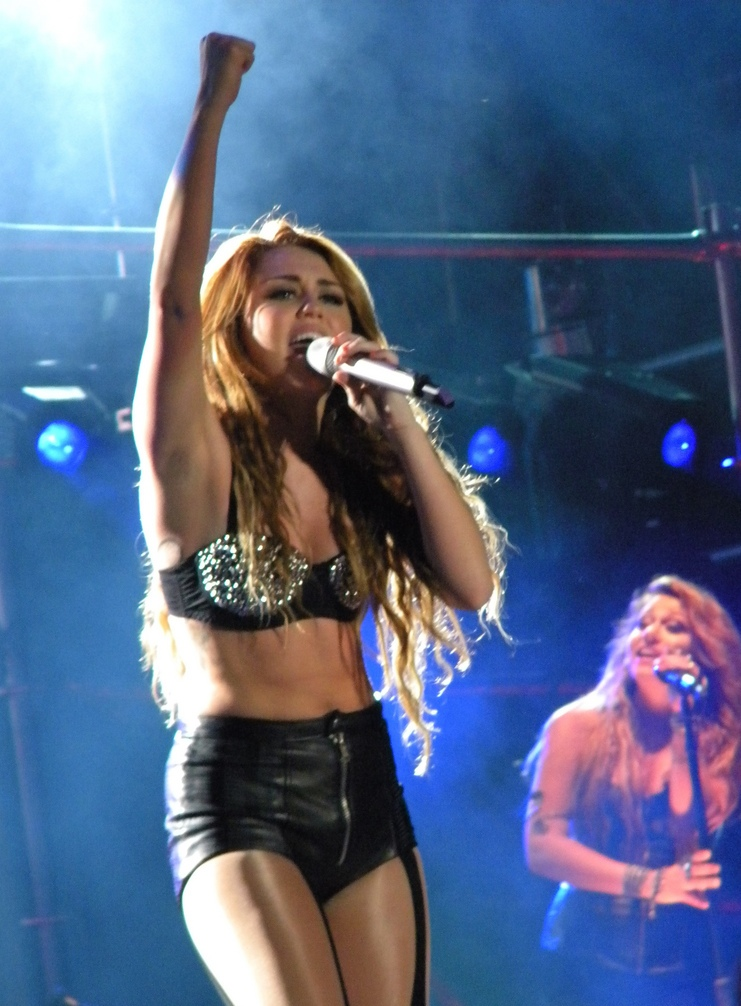
Miley Cyrus zpívá "Robot" na Gypsy Heart Tour

Turné bylo oznámeno medií 21. března 2011 po vystoupení Miley Cyrus v Saturday Night Live. První část turné proběhla v Jižní Americe, Austrálie, Filipíny, Kostarika, Mexiko a Panama brzy následovaly. V rozhovoru s OK!, Miley zmínila, že turné nezamíří do Spojených států, kvůli špatnému pocitu vystupování v této zemi. Mnoho médií si myslí, že je to kvůli osobnímu životu Miley.
Turné nebylo ve stejném duchu jako její předchozí Wonder World Tour, které se zaměřovalo více na zvláštnosti a změny kostýmů. Bylo zaměřeno přímo na hudbu a mělo umožnit jiný pohled na zpěváka, než jaký znají fanoušci z televize. Obsahovalo také akustické části.

## Seznam písní pro Jižní Ameriku

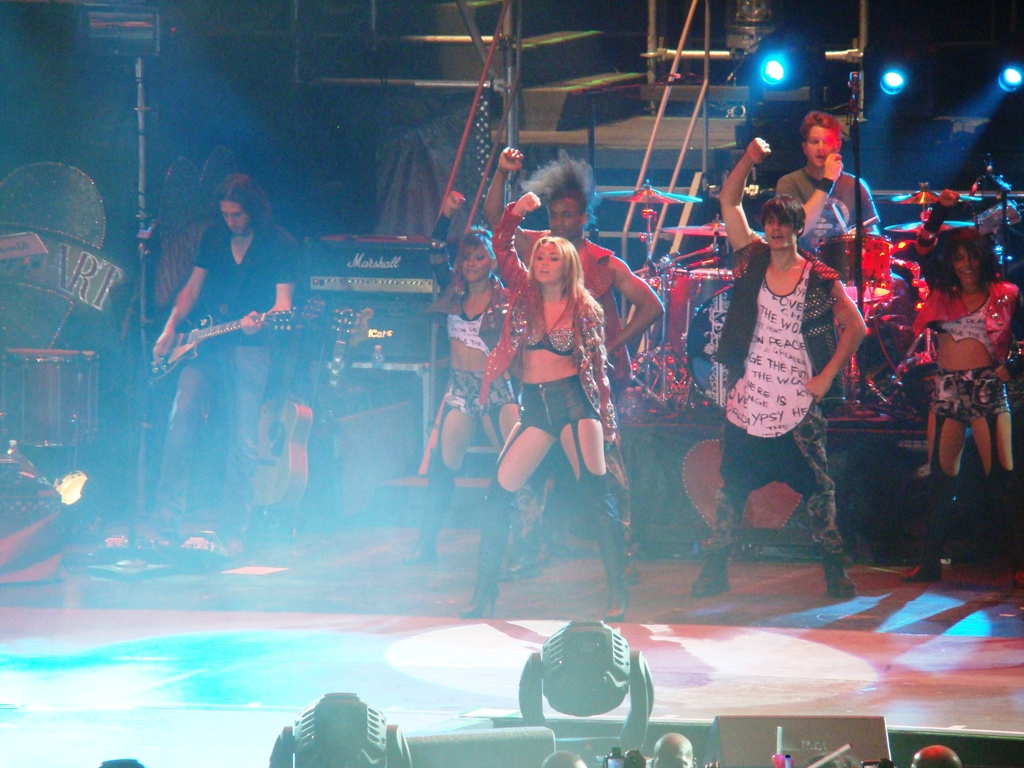
Miley Cyrus v Rio de Janeiru při Gypsy Heart Tour

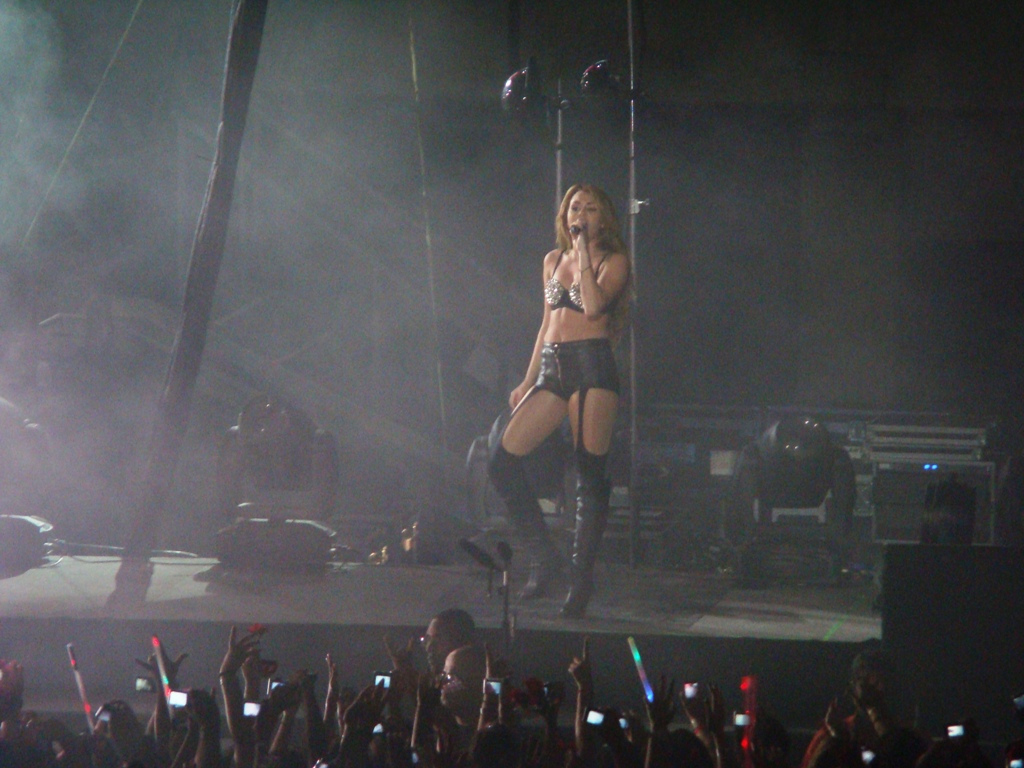
Miley Cyrus - Gypsy Heart Tour

1. Liberty Walk
 2. Party in the U.S.A.
 3. Kicking and Screaming
 4. Robot
 5. Medley: I Love Rock 'n' Roll / Cherry Bomb / Bad Reputation
 6. Every Rose Has Its Thorn
 7. Obsessed
 8. Forgiveness and Love
 9. Fly on the Wall
 10. 7 Things
 11. Scars
 12. Smells Like Teen Spirit ( cover od Nirvany )
 13. Can't Be Tamed
 14. Mezivstup – kytarová sóla a písně
 15. Take Me Along
 16. Two More Lonely People
 17. The Climb

 Přídavek
 18. See You Again
 19. My Heart Beats for Love
 20. Who Owns My Heart

## Data koncertů
| Datum            | Město          | Země      | Místo                                       |
| ---------------- | -------------- | --------- | ------------------------------------------- |
| Jižní Amerika    |                |           |                                             |
| 29. dubna 2011   | Quito          | Ecuador   | Estadio Olímpico Atahualpa                  |
| 1. května 2011   | Lima           | Peru      | Explanada del Monumental                    |
| 4. května 2011   | Santiago       | Chile     | Estadio Nacional                            |
| 6. května 2011   | Buenos Aires   | Argentina | River Plate Stadium                         |
| 10. května 2011  | Asunción       | Paraguay  | Hipódromo de Asunción                       |
| 13. května 2011  | Rio de Janeiro | Brazil    | HSBC Arena                                  |
| 14. května 2011  | São Paulo      | Brazil    | Arena Anhembi                               |
| 17. května 2011  | Caracas        | Venezuela | Estadio de Fútbol Universidad Simón Bolívar |
| 19. května 2011  | Bogotá         | Kolumbie  | Coliseo Cubierto El Campín                  |
| Severní Amerika  |                |           |                                             |
| 21. května 2011  | San José       | Kostarika | Estadio Ricardo Saprissa Aymá               |
| 24. května 2011  | Panama City    | Panama    | Figali Convention Center                    |
| 26. května 2011  | Mexico City    | Mexico    | Foro Sol                                    |
| 28. května 2011  | Zapopan        | Mexico    | Estadio Omnilife                            |
| Asie             |                |           |                                             |
| 17. června 2011  | Pasay          | Filipíny  | SM Mall of Asia Concert Grounds             |
| Austrálie        |                |           |                                             |
| 21. června 2011  | Brisbane       | Austrálie | Brisbane Entertainment Centre               |
| 23. června 2011  | Melbourne      | Austrálie | Rod Laver Arena                             |
| 24. června 2011  | Melbourne      | Austrálie | Rod Laver Arena                             |
| 26. června 2011  | Sydney         | Austrálie | Acer Arena                                  |
| 27. června 2011  | Sydney         | Austrálie | Acer Arena                                  |
| 29. června 2011  | Adelaide       | Austrálie | Adelaide Entertainment Centre               |
| 2. července 2011 | Perth          | Austrálie | Burswood Dome                               |